# Kanton Pontault-Combault
Der Kanton Pontault-Combault ist seit 1985 ein französischer Wahlkreis im Arrondissement Torcy im Département Seine-et-Marne und in der Region Île-de-France; sein Hauptort ist Pontault-Combault.

## Gemeinden
Der Kanton besteht aus drei Gemeinden mit insgesamt 69.998 Einwohnern (Stand: 1. Januar 2022) auf einer Gesamtfläche von 32,75 km²:
| Gemeinde                 | Einwohner 1. Januar 2022 | Fläche km² | Dichte Einw./km² | Code INSEE | Postleitzahl |
| ------------------------ | ------------------------ | ---------- | ---------------- | ---------- | ------------ |
| Émerainville             | 7.536                    | 5,46       | 1.380            | 77169      | 77184        |
| Pontault-Combault        | 38.941                   | 13,64      | 2.855            | 77373      | 77340        |
| Roissy-en-Brie           | 23.521                   | 13,65      | 1.723            | 77390      | 77680        |
| Kanton Pontault-Combault | 69.998                   | 32,75      | 2.137            | 7717       | –            |

Bis zur Neuordnung bestand der Kanton Pontault-Combault aus der Gemeinde Pontault-Combault. Sein Zuschnitt entsprach einer Fläche von 13,63 km2.

## Bevölkerungsentwicklung
| 1968  | 1975   | 1982   | 1990   | 1999   | 2006   |
| ----- | ------ | ------ | ------ | ------ | ------ |
| 9 282 | 16 761 | 19 037 | 26 804 | 32 956 | 34 546 |